# Крошоу, Бенджамин
Бенджамин Ричард «Yahtzee» Крошоу (род. 24 мая 1983, Рагби, Уорикшир, Англия) — английский комедийный писатель, игровой журналист и разработчик квестов на движке Adventure Game Studio. Он писал статьи для журнала Hyper, главного обозревателя игр в Австралии. На своём сайте «Fully Ramblomatic» он каждую неделю публикует мрачные юмористические статьи, эссе, рассказы и вебкомиксы. Также делает видеообзоры Zero Punctuation для журнала The Escapist, а также ведёт еженедельную колонку Extra Punctuation. В феврале 2008 года в выпуске PC Gamer (США), Крошоу в качестве редактора сделал обзор на «Backspace» Gary Whitta. В августе 2010 года была опубликована его новелла Mogworld. Он один из четырёх основателей The Mana Bar, австралийского коктейл-бара и зала видеоигр.

## Игры
Крошоу создал серии квестов, нарисованных в MS Paint, про Артура Яхтзи.
И стал известен в сообществе Adventure Game Studio (AGS) за трилогию Rob Blanc. Затем он создал The Trials of Odysseus Kent, который попал в журнал PC Plus как лучшая игра на AGS («AGS Showcase»), в ноябрьском номере 2003 года, и затем известный сериал про Трилби и маньяка — Chzo Mythos. Он также участвовал в коллективном сериале Reality-on-the-Norm и создал 1 серию, Lunchtime of the Damned (Обед проклятых). С тех пор было выпущено свыше 50 серий. В одной своей работе Бен экспериментировал с движком AGS, пытаясь добавить новые жанры в point-and-click, и так получились Adventures in the Galaxy of Fantabulous Wonderment и трилогия 1213. Также Крошоу создал демонстрационный квест E для коммерческого предприятия Aberrant Entertainment, на которое он работал. В 2003 году он сделал модификацию на игру Duke Nukem 3D Atomic Edition — Age of Evil. В моде 15 уровней и 2 эпизода с рисованной графикой и собственными звуками, монстрами и оружием.
Графику для игр Крошоу делал сам, в Adobe Photoshop и MS Paint.

### Arthur Yahtzee(трилогия)
Квестовый сериал на Visual Basic 3, который Крошоу создал, когда учился в институте. Его вдохновили игры одноклассника Майкла Додсона — Red Dwarf (Красный Карлик), первая была создана 1 января 1998 года. В главных ролях ключевой персонаж Бена Крошоу, откуда и происходит его псевдоним — Yahtzee. В Friday: Death to Arthur Yahtzee (Пятница: Смерть Артуру Яхтзи) группа мутантов, которых Артур однажды победил, вернулась за ним. В Saturday: Arthur’s Odyssey (Суббота: Одиссея Артура) Яхтзи сталкивается с силами, которые пытаются устроить беспорядки во времени, приключение, которое ведёт в  Yesterday: The D-Gate (Вчера: Ворота), где Артур сталкивается с главным злодеем Cathode (Катод) (и ему помогает Anode). Оказывается, этот злодей был виновен во всех предыдущих несчастиях Артура, а сейчас он пытается взять контроль над путешествиями между измерениями. Игра кончается тем, что Артур уничтожает всю Мульти-Вселенную, чтобы остановить врага. Эти игры — первоначальники стиля и юмора Крошоу, который он привознес в свои будущие AGS-игры.
Игры были сделаны до того, как у Крошоу был свой сайт, поэтому они были опубликованы на сайте друга; а когда его сайт упал, появился Fully Ramblomatic. Также был создан текстовый квест Arthur Yahtzee: The Curse of Hell’s Cheesecake (Артур Яхтзи: Проклятие адского чизкейка), но уже вне трилогии.

### Rob Blanc(трилогия)
Квест-сериал про Роба Бланка, скромный английский продавец чипов, который был похищен Высшими Силами, тайными правителями реальности. Ему сказали, что он станет «Защитником Вселенной», чтобы создать баланс против галактического зла. В Rob Blanc I: Better Days of the Defender of the Universe (Лучшие дни Защитника Вселенной), его отправляют в инопланетный корабль, чтобы узнать, что стало с экипажем, и доказать себе, что он худший защитник вселенной. Во 2й части, Rob Blanc II: Planet of the Pasteurised Pestilence (Планета пастеризованной чумы), Роб возвращается на Землю, пока Высшие Силы строят его корабль. Он замечает зеленоволосого подростка, который его преследует, а затем их обоих из лифта отправляют в открытый космос. Приземлившись на планету прищельцев, они узнают, что местные жители считают их спасителями от чумы, которая захватила планету. Третья и последняя игра — Rob Blanc III: The Temporal Terrorists (Временные террористы) начинается на корабле Роба, где он вместе с Полом, своей правой рукой, готов снова защищать вселенную. Их первое задание не заставит себя долго ждать: кто-то удалил всё время из Вселенной, и Роб с Полом должны найти и соединить куски движка времени Reaman Time Drive (RTD), чтобы выяснить, кто за всем этим стоит. Все игры выполнены в стандартном point-and-click интерфейсе, большинство пазлов сводятся к поиску предметов. Юмор серий похож на The Hitchhikers Guide to the Galaxy and Red Dwarf.

#### Adventures in the Galaxy of Fantabulous Wonderment
Adventures in the Galaxy of Fantabulous Wonderment (Приключение в галактике фантастических чудес) — циничная научно-фантастическая юмористическая игра, схожая с Space Quest, но с примесью космического боя, торговли и путешествий по космосу. Механика игры напоминает космические симуляторы, такие как Star Control и Wing Commander: Privateer. Игра является пародией и данью научно-фантастическим играм и фильмам. Главный сюжет крутится вокруг Redshirts, красных рубашек, (очевидная отсылка к одноразовым членам экипажа в Star Trek, которые, как правило, были в красных рубашках); они используются как пушечное мясо, когда ситуация опасна для обычных членов экипажа. Легко заменяемые «красные рубашки» непременно умирают, часто жутко и с чёрным юмором. Хотя игра не входит в сериал Rob Blanc, она происходит в его вселенной, после исчезновения «Защитника Вселенной» и возникновения нового хаоса.

### Chzo Mythos
5 Days a Stranger, 7 Days a Skeptic, Trilby’s Notes and 6 Days a Sacrifice — четыре части ужастика про Трилби и маньяка. В 5 Days a Stranger (5 дней как незнакомец) мы играем за хитрого вора-домушника Трилби, который сталкивается с убийцей в маске в традициях Пятницы, 13-е или Хэллоуин. Герой оказывается среди группы незнакомцев, застрявших в заброшенном особняке, а затем их убивают по одному. 7 Days a Skeptic (7 дней как скептик) подражает замкнутому хоррору Чужой, мы оказываемся на космическом корабле, который ищет в космосе таинственный артефакт, 400 лет спустя после событий игры 5 Days a Stranger. Trilby’s Notes (Записки Трилби) — игра проходит в гостинице, которая существует между реальным и зловещим альтернативным мирами, как в Silent Hill; объясняется происхождение проклятого африканского идола из предыдущих игр. 6 Days a Sacrifice (6 дней как жертва) — последняя часть тетралогии про Джона ДеФо (John DeFoe). Она объединяет предыдущие три игры и завершает историю Chzo и Джона ДеФо.
Три игры выполнены в стиле point-and-click, а Trilby’s Notes управляется через клавиатуру и ввод команд, как в ранних квестах Sierra On-Line, например King’s Quest.
В ноябре 2007 года, Крошоу выпустил Trilby: The Art of Theft (Трилби: Искусство воровства), stealth-аркада на движке 1213; похожа на серию «Как достать соседа». Но не связана с сюжетом предыдущих квестов.

### 1213(трилогия)
1213 — научно-фантастическая игра в стиле хоррор. Сюжет рассказывает о подопытном, который пытается сбежать из тюрьмы. Его кодовое имя 1213. Во время побега герой видит других жертв экспериментов, которые тоже сбежали и превратились в зомби, убивающих местных работников.
1213 — аркада с примесью квеста, в духе Flashback.

### Специальные редакции
Специальные версии для Chzo Mythos и 1213 были опубликованы позже. Эти издания содержат авторские комментарии, расширенные концовки или даже расширенные закулисные заметки. Эти версии были доступны за пожертвования свыше 5 долларов, но с июля 2009 они были бесплатно выложены на сайте.

### Русские версии
— 5 Days A Stranger (Перевод: aspid)
— 7 Days A Skeptic (Перевод: Барон Суббота)
— Trilby’s Notes (Перевод: Барон Суббота)
— 1213: Episode 1 (Перевод: Sledgy)
— Reality-On-The-Norm: Episode 1 (Lunchtime of the Damned) (Перевод: Sledgy)

### Poacher
Последний проект Крошоу, Poacher (Браконьер), был опубликован 5 апреля 2012. Это нелинейная платформенная игра в ретро стиле, где в главных ролях Derek Badger, браконьер, который путешествует под землёй, чтобы спасти лесника от полчищ демонических кроликов. Он должен решать разногласия между духами и Тёмными Силами. Это его первая игра, созданная на Game Maker'е и была тут же одобрена публикой.